# Brooke Burns
Brooke Elizabeth Burns (Dallas, Texas, 1978. március 16. –) amerikai színésznő, egykori divatmodell. Színészi pályafutását a Baywatch és a Baywatch Hawaii című televíziós sorozatokban kezdte.

## Élete
Brooke Elizabeth Burns 1978. március 16-án született Dallasban, Betsy és Brad Thomas Burns lányaként. Édesanyja háztartásbeli, édesapja pedig ápoló volt. Két lánytestvére van. 12 éves koráig balettozott, amit ínszalagszakadás miatt abbahagyott, majd 15 évesen modellkedni kezdett. 16 éves korában elköltöztek Európába, de lakott már Párizsban, Milánóban és Németországban is.

### Karrierje
1998-tól 2001-ig a Baywatch című sorozatban játszotta Jessie Owens-t. 2004 és 2005 között a Tiszta Hawaii-ban kapott főszerepet, amely 21 részből állt, 2006-ban pedig a Pepper Dennis című sorozatban láthattuk. Kisebb szerepeket is kapott, pl. Ally McBeal, Divatalnokok (Just Shoot Me) és CSI: Miami. 2001-ben Vicki Vale-ként jelent meg a Batman commercials-ban. 2009-ben az Árnyékok köztben (Dancing Trees) valamint a Szeretők (Mistresses) című filmben játszik Holly Marie Combs oldalán.

### Magánélete
1999-ben hozzáment Julian McMahon színészhez, akitől 2000 júniusában született egy lánya, Madison Elizabeth, házasságuk azonban 2001-ben véget ért. 2003-tól 2004. június 2-ig Bruce Willis volt a párja, akivel el is jegyezték egymást, de végül különváltak. Brooke jelenleg Los Angelesben él.

## Szerepei

### Filmek
| Év   | Eredeti cím                         | Magyar cím                   | Szerep            |  |
| ---- | ----------------------------------- | ---------------------------- | ----------------- |  |
| 2001 | Shallow Hal                         | A nagyon nagy ő              | Katrina           |  |
| 2005 | The Salon                           |                              | Tami              |  |
| 2005 | Single White Female 2: The Psycho   | Egyedülálló nő megosztaná 2. | Jan Lambert       |  |
| 2005 | Death to the Supermodels            | Lőjj a bombázóra!            | Eva               |  |
| 2006 | Trophy Wife                         |                              | Kate Graham       |  |
| 2007 | Time and Again                      | Végzetes dallam              | Anna Malone       |  |
| 2007 | Urban Decay                         |                              | Sasha             |  |
| 2008 | Trial by Fire                       | Tűzpróba                     | Kristen           |  |
| 2008 | The Most Wonderful Time of the Year |                              | Jennifer Cullen   |  |
| 2008 | The Art of Travel                   |                              | Darlene Loren     |  |
| 2008 | Smoke Jumper                        |                              | Kristin Scott     |  |
| 2009 | Dancing Trees                       | Árnyékok közt                | Nicole            |  |
| 2009 | Mistresses                          | Szeretők                     | Shannon Barnes    |  |
| 2010 | Titanic II                          |                              | Dr. Kim Patterson |  |
| 2012 | Undercover Bridesmaid               | Beépített koszorúslány       | Tanya             |  |

### Sorozatok
| Év        | Eredeti cím             | Magyar cím              | Szerep                        | Megjegyzés |
| --------- | ----------------------- | ----------------------- | ----------------------------- | ---------- |
| 1996      | Out of the Blue         | A nagyon nagy ő         | Peg                           | 22 epizód  |
| 1997      | Conan the Adventurer    | Conan, a kalandor       |                               | 1 epizód   |
| 1997      | Ally McBeal             | Ally McBeal             | Jennifer Higgin               | 4 epizód   |
| 1998–2001 | Baywatch                | Baywatch                | Jessie Owens                  | 46 epizód  |
| 1999      | Mortal Kombat: Conquest |                         | Lori                          | 1 epizód   |
| 2002      | Men, Women & Dogs       |                         | Kristle                       | 1 epizód   |
| 2002      | A Nero Wolfe Mystery    |                         | Beatrice Epps                 | 2 epizód   |
| 2002–2003 | Just Shoot Me!          | Divatalnokok            | Kelly                         | 2 epizód   |
| 2003      | She Spies               | Kémcsajok               | Nicki Shields                 | 1 epizód   |
| 2003      | Rock Me Baby            |                         | Erin                          | 1 epizód   |
| 2004–2005 | North Shore             | Tiszta Hawaii           | Nicole Booth                  | 21 epizód  |
| 2006      | Modern Men              |                         | Angelica                      | 1 epizód   |
| 2006      | Pepper Dennis           |                         | Kathy Dinkle Williams         | 13 epizód  |
| 2008      | Miss Guided             |                         | Lisa Germain                  | 7 epizód   |
| 2009      | CSI: Miami              | CSI: Miami helyszínelők | Bonnie Galinetti/Marci Reeger | 1 epizód   |
| 2009      | Drop Dead Diva          | Haláli testcsere        | Christy Talbot                | 1 epizód   |
| 2009      | Melrose Place           | Melrose Place           | Vanessa Mancini               | 1 epizód   |